# La Estrella (Guanajuato)
La Estrella es una localidad del estado mexicano de Guanajuato. Es parte del municipio de Pénjamo.

## Demografía
| Gráfica de evolución demográfica |
|                                  |

| Censo | Población |
| ----- | --------- |
| 1930  | 212       |
| 1940  | 322       |
| 1950  | 434       |
| 1960  | 618       |
| 1970  | 861       |
| 1980  | 805       |
| 1990  | 1 796     |
| 2000  | 2 068     |
| 2010  | 2 389     |
| 2020  | 2 489     |